# Spilosmylus neobritannicus
Spilosmylus neobritannicus är en insektsart som beskrevs av Tim R. New 1986. Spilosmylus neobritannicus ingår i släktet Spilosmylus och familjen vattenrovsländor. Inga underarter finns listade i Catalogue of Life.